# Pleurothallis diabolica
Pleurothallis diabolica är en orkidéart som beskrevs av Carlyle August Luer och Rodrigo Escobar. Pleurothallis diabolica ingår i släktet Pleurothallis och familjen orkidéer. Inga underarter finns listade i Catalogue of Life.